# Von-der-Helm-Straße 198 (Mönchengladbach)

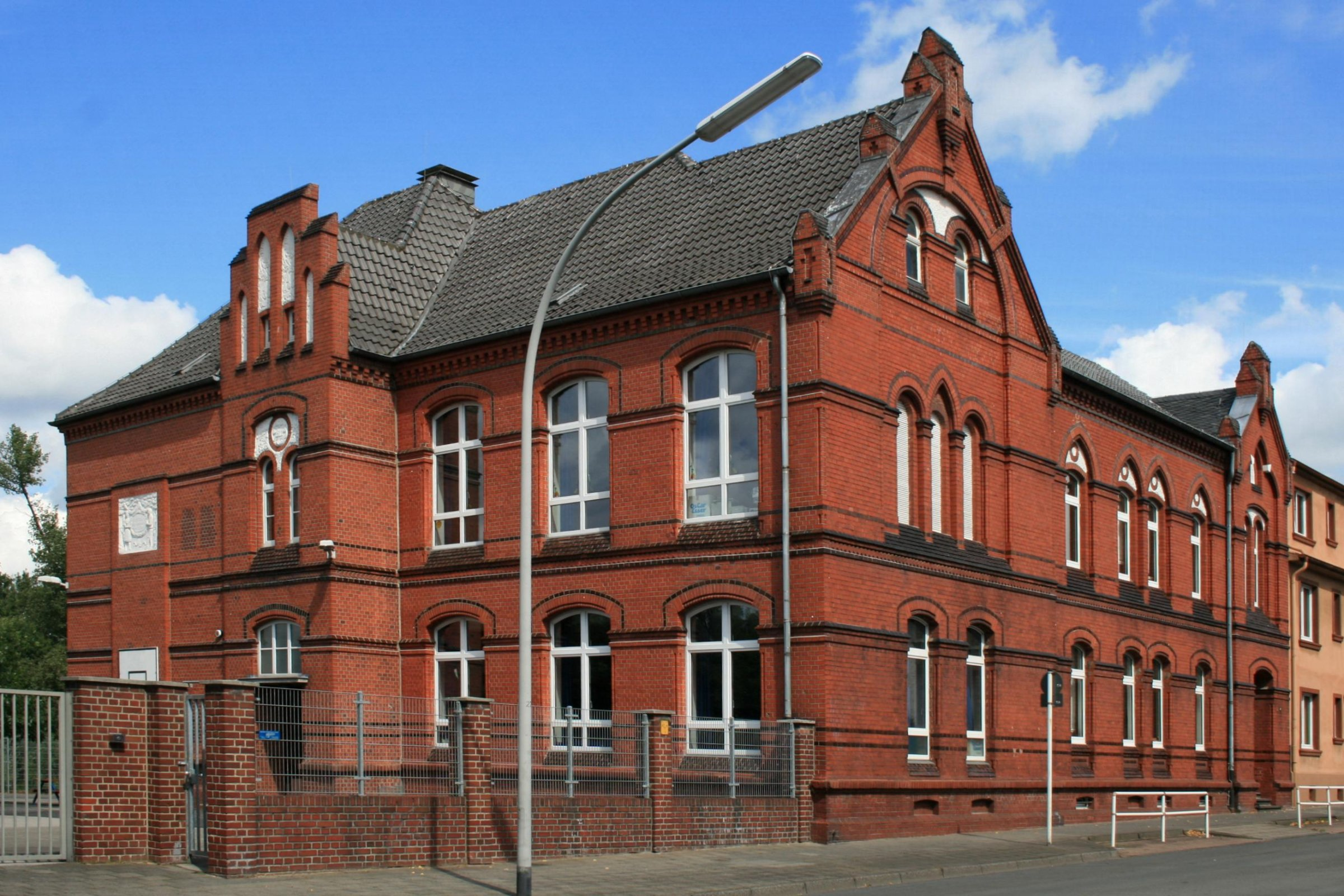
Schule (2010)

Die ehemalige Schule Von-der-Helm-Straße 198 steht im Stadtteil Odenkirchen-Güdderath in Mönchengladbach (Nordrhein-Westfalen).
Das Gebäude wurde 1899 bis 1901 erbaut und unter Nr. „V 018“ am 3. Juni 1993 in die Denkmalliste der Stadt Mönchengladbach eingetragen.

## Architektur
Die Schule an der von-der-Helm-Straße 198 liegt im Stadtteil Odenkirchen und wurde in den Jahren 1899 bis 1901 erbaut und 1912 erweitert. Es handelt sich bei der Schule um einen traufständigen, zweigeschossigen und einen vierachsigen Baukörper. Zur Hofseite gibt es drei Fensterachsen, woran sich der Erweiterungsbau von 1912 anschließt. Das Objekt ist aus städtebaulichen, architektonischen und sozial- sowie ortsgeschichtlichen Gründen als Baudenkmal schützenswert.